# Ramphocelus sanguinolentus
La tangara acollarada  (Ramphocelus sanguinolentus), también denominada sangre de toro rojinegro, tangara cara roja (en Honduras),  tangara capuchirroja (en Costa Rica), tángara cuellirroja (en México), tángara nuquirroja (en Nicaragua), tangara rojinegra (en Panamá y México), tángara sanguinolenta o tongonito real (en México), es una especie de ave paseriforme de la familia Thraupidae, perteneciente al  género Ramphocelus. Es nativa de las zonas tropicales húmedas de México y América Central. Habitantes de la zona tienen una creencia que dice que la Tangara acollarada lleva el alma de los animales muertos al cielo dentro de sus alas. 

## Distribución y hábitat
Se distribuye desde el sur de Veracruz y el norte de Oaxaca, en México, a través de la pendiente caribeña de Centroamérica, por Belice, Guatemala, Honduras, Nicaragua, Costa Rica, hasta las zonas montañosas del oeste de Panamá.
Habita en ecotonos de selvas húmedas, donde es avistada en parejas. El nido tiene forma de cuenco, es construido con musgo, raíces y tiras de grandes hojas de banana (Musa) o heliconia (Heliconia), y se coloca en a una altura media de un árbol de los límites de la selva. La hembra pone generalmente dos huevos color azul pálido con manchas negruzcas.

## Descripción
Los adultos miden entre 19 y 20 cm de longitud. El plumaje del adulto es negro con una "capucha" roja que incluye la corona, nuca, cuello y pecho, en un patrón similar al del picogrueso cuellirrufo (Rhodothraupis celaeno). La rabadilla y las plumas cobertoras de la cola son también rojas. El pico es azul pálido y las patas azul grisáceo. En promedio, las hembras son ligeramente deslavadas en comparación con los machos, pero en ocasiones ambos sexos no se diferencian. Los juveniles son similares, excepto que la "capucha" es menos brillante, las áreas negras contienen matices pardos, el pecho es manchado con rojo y negro, y el pico es más pálido.
La voz es un «tsui-tui» o «tsuisi».

## Sistemática

### Descripción original
La especie R. sanguinolentus fue descrita por primera vez por el naturalista francés René-Primevère Lesson en 1831 bajo el nombre científico Tanagra (Tachyphonus) sanguinolentus; su localidad tipo es: «México».

### Etimología
El nombre genérico masculino «Ramphocelus» se compone de las palabras del griego «rhamphos»: pico, y «koilos»: cóncavo; significando «de pico cóncavo»; y el nombre de la especie «sanguinolentus», proviene del latín: sangriento.

### Taxonomía
Esta especie en ocasiones es colocada dentro de un género propio como Phlogothraupis sanguinolenta, y un estudio genético sugiere que es la especie que más difiere dentro del género Ramphocelus.

### Subespecies
Según las clasificaciones del Congreso Ornitológico Internacional (IOC) y Clements Checklist/eBird v.2019 se reconocen dos subespecies, con su correspondiente distribución geográfica:
- Ramphocelus sanguinolentus sanguinolentus (Lesson), 1831 – sureste tropical de México hasta Guatemala y Honduras.
- Ramphocelus sanguinolentus apricus (Bangs), 1908 – pendiente caribeña desde el este de Honduras hasta el noroeste de Panamá (Almirante Bay).